# 熱力学第一法則
熱力学第一法則 （ねつりきがくだいいちほうそく、英語: first law of thermodynamics）はエネルギー保存の法則を熱力学系に適用させた場合の法則である。閉じた系の内部エネルギーの変化は系に供給される熱から系が周囲に行った仕事量を差し引いたものに等しいとされ、定式化されている。
熱力学第一法則の発見までは、カロリック説（熱素説）が広く受け入れられており、多くの熱現象を説明できていた。その反証へのために多くの試行錯誤が約半世紀にわたり行われていた。
その努力の末に発見された熱力学第一法則は、1850年、ドイツの物理学者ルドルフ・クラウジウスによって熱力学サイクルの過程について言及した形で次のように表現して発表された。
「熱の作用によって仕事が生み出されるすべての場合に、その仕事に比例した量の熱が消費され、逆に、同量の仕事の消費においては同量の熱が生成される。」
クラウジウスはこの法則を別の形でも述べており、内部エネルギーと呼ばれる系の状態関数について述べ、熱力学的過程の増分に対する微分方程式でこの法則を次のように表現している。
「熱力学的過程において、系の内部エネルギーの増大は、系に蓄積される熱量とその系がした仕事の増大の差分に等しい。」
また、同年にウィリアム・ランキンも熱力学第一法則について言及しているが、この言及はクラウジウスほど明確なものではなかったとされる。
なお、これ以前にも1840年にジェルマン・アンリ・ヘスが化学反応での反応熱の保存則について述べているが、熱によるエネルギー交換と仕事との関係について明確には言及していなかった。

## 概要
クラウジウスは2つの方法で、熱力学第一法則を説明した。1つは、系の内部状態の増分によらず、循環的な熱力学サイクル過程と系へのエネルギーの出入りのみに着目した方法である。もう1つは、熱力学サイクル過程に限定せずに系の内部状態のあらゆる変化に着目する方法である。ここでいう循環的な熱力学サイクル過程とは、常に無限に繰り返すことができ、最終的には元の状態に戻すことができる熱力学サイクル過程のことを指している。
一循環の熱力学サイクル過程において、系による仕事は系の消費する熱量に比例する。系が周囲に仕事をするサイクルでは、系自身が取り込む熱量と系から取り出される熱量が発生し、その差分が過程の進行中に系が消費する熱量となる。比例定数は普遍的で系に依存せず、この比例定数は1840年代後半にジェームズ・プレスコット・ジュールによって測定されている。どのような熱力学的過程においても内部エネルギーの変化は系に加えられる熱と系の行う仕事の組み合わせによるものと考えるため、内部エネルギーの無限小の変化 {\displaystyle dU} は次の式で表すことができる。
{\displaystyle dU=\delta Q-\delta W}
ここで、{\displaystyle \delta Q} は系に供給される無限小の熱量で、{\displaystyle \delta W} は系の行う無限小の仕事量である。この式では、{\displaystyle \delta W} が正のとき（系が正の仕事をするとき）は、系からエネルギーが失われることに注意する必要がある。 (系にされる仕事を正とした式である {\displaystyle dU=\delta Q+\delta W} も、現代の物理化学の教科書などでみられる。) 
系が準静的過程によって膨張する時、系が周囲にする仕事は圧力 P と体積 V の変化の積、つまり PdV であり、系にされる仕事は -PdV である。どちらの符号を使っても、系の内部エネルギーは
{\displaystyle dU=\delta Q-PdV}
で表される。仕事と熱はエネルギー {\displaystyle U} を加減する物理過程である。つまり {\displaystyle \delta Q} は加熱によって加わるエネルギー量を、{\displaystyle \delta W} は仕事によって失われたエネルギー量を指す。内部エネルギーは系自体の状態であるが、熱や仕事はそうではない。原理的には、内部エネルギー変化 {\displaystyle dU} は熱と仕事による多くの過程によって達成されるものである。系の内部エネルギーは一意に定義されておらず、積分定数 {\displaystyle C} によって任意の基準を設定できる。

## 熱力学第一法則の証拠
熱力学第一法則は経験的に観測された証拠から導出される。この法則が導かれた条件はほぼ周期的な条件からで、法則が発見されるまでには半世紀以上の期間を要した。以下の法則の説明は、必ずしも周期的ではない、断熱過程と非断熱等温過程で構成されている複合過程に基づく状態変化から説明したものである。

### 断熱過程
初期状態の系に断熱的に仕事を与えると、その仕事の経路に関係なく、その仕事量だけ系の最終的な状態が変化することが観察される。例えば、断熱されている羽根車の入った水槽を使ったジュールの実験では、羽根車におもりのぶら下がった滑車をつないでおもりを一定の高さ下降、化学電池や電気モーターをつないで駆動させ一定仕事量をさせることで、ある一定の温度まで上げることができる。仕事の方法やかける時間が異なっていても、断熱的に行われさえすれば、エネルギー保存則が成り立つといった証拠から熱力学第一法則を示すことができる。
「閉じた系の2つの特定の状態間のすべての断熱過程では、閉じた系の性質や過程の様相に関わらず行われる正味の仕事は同一である」という経路独立性の確認は状態関数である内部エネルギー{\displaystyle U}の一つの性質を表している。断熱過程では、熱の足し引きのない仕事によって基準の内部エネルギー{\displaystyle U(O)}から任意の{\displaystyle U(A)}を持つ状態へ系が移る。
{\displaystyle {\begin{aligned}U(A)=U(O)+W_{O\to A}^{\mathrm {ad} }\,.\\\left(W_{O\to A}^{\mathrm {ad} }=U(A)-U(O)\right)\end{aligned}}}
熱を加えず、仕事のみを行うような過程は経路に依存しないので、状態Aから状態Bへの変化を表すにはは参照状態を通る経路を表すと良い。
{\displaystyle {\begin{aligned}W_{A\to B}^{\mathrm {ad} }&=W_{A\to O}^{\mathrm {ad} }+W_{O\to B}^{\mathrm {ad} }\\&=-W_{O\to A}^{\mathrm {ad} }+W_{O\to B}^{\mathrm {ad} }\\&=-U(A)+U(B)\\&=\Delta U\,.\end{aligned}}}

### 等温断熱過程
熱力学第一法則の観測可能な性質には熱移動がある。系が断熱的に変化しないとき、系になされる仕事は内部エネルギー変化とは等価にならない。
{\displaystyle W^{non-ad}\neq \Delta U}
その要因は系への熱移動によるものであり、この熱移動は熱量測定により観測可能となる。系の温度が熱移動中に一定である場合、この過程での熱移動{\displaystyle Q^{isoth}}は等温断熱過程と呼ばれる。

### 断熱過程と等温断熱過程の組み合わせ
断熱過程と等温断熱過程は相補的な関係にあり、これらの性質をまとめると、有限な過程において以下のような式が成り立つこととなる。
{\displaystyle W^{ad}+Q^{isoth}=\Delta U\,}
特に熱的に絶縁された系に一切仕事を及ぼさない場合、
{\displaystyle \Delta U=0\,}が成り立つ。
これはエネルギー保存則の一側面を表すため、「孤立した系の内部エネルギーは一定である」とも記述される。

## 関連文献
- 熊野寛之「やさしい熱力学 第2回：熱力学第一法則」『日本機械学会誌』第123巻第1215号、日本機械学会、2020年、34-35頁、doi:10.1299/jsmemag.123.1215_34。
- Goldstein, Martin, and Inge F. (1993). The Refrigerator and the Universe. Harvard University Press. ISBN 0-674-75325-9. OCLC 32826343 Chpts. 2 and 3 contain a nontechnical treatment of the first law.
- Çengel Y.A. and Boles M. (2007). Thermodynamics: an engineering approach. McGraw-Hill Higher Education. ISBN 0-07-125771-3 Chapter 2.
- Atkins P. (2007). Four Laws that drive the Universe. OUP Oxford. ISBN 0-19-923236-9